# 제르비뉴
제르베 야오 쿠아시(프랑스어: Gervais Yao Kouassi, 1987년 5월 27일 ~ )는 제르비뉴(프랑스어: Gervinho)라는 이름으로 알려져 있는 코트디부아르의 축구 선수다. 포지션은 공격수이며, 현재는 수페르리가 엘라다의 아리스에서 뛰고 있다.

## 클럽 경력

### 유소년 경력
제르비뉴는 세비야의 공격수인 아루나 코네와 같은 도시인, 안야마에서 태어났다. 코트디부아르의 저명한 축구 클럽인 ASEC 아비장의 유스 아카데미에서 5년을 보내면서, 브라질 선수 못지않게 축구를 잘한다는 의미에서 제르비뉴(Gervinho)라는 브라질식 이름으로 불리게 되었다.

### 베베른시절
벨기에의 베베른에서 2년간 61경기에 출전해서 14골을 기록했다.

### 르망 FC시절
2006-07 시즌이 끝날 때 6백만 유로의 이적료로 프랑스 1부리그의 르망 FC로 이적한다. 데뷔 시즌에 2골을 기록한다. 59번의 리그 경기에 출전하는 동안 9골을 기록하였다.

### 릴 OSC시절
2009년 7월 21일 릴 OSC로 3년 계약으로 이적한다. 데뷔 시즌에 32경기에 출장하여 13골을 기록하였다. 릴에서의 첫 득점은 2009년 10월 4일 3:2로 승리한 US 불로뉴와의 원정경기에서 기록했다. 릴에서의 두 번째 시즌인 2010-11 시즌은 더 성공적이였다. 리그에서 15골을 포함해 총 18골을 기록하며 팀의 56년만의 첫 리그 우승에 공헌했다. 컵 대회인 쿠프 드 프랑스 역시 니스 상대로 2:0으로 이긴 준결승전에서 골을 넣는 등 공헌하여 우승해 2관왕을 차지했다. 시즌이 끝난 후 아스날, 파리 생제르맹 FC, 아틀레티코 마드리드, 뉴캐슬 유나이티드 이적설이 돌았다.

### 아스날시절

#### 2011-12 시즌
2011년 7월 12일 대략 1080만 파운드의 이적료로 릴에서 아스날로의 이적을 완료했다. 같은 코트디부아르 국적인 에마뉘엘 에부에가 팀을 떠나며 주인을 잃은 27번 등번호를 받았다. 프리시즌 친선경기에서 첫 선을 보였으며 15분만에 득점을 기록했다. 리그 데뷔는 무득점으로 비긴 뉴캐슬 유나이티드전이였는데 조이 바턴과 다퉈 퇴장당했다. 이 폭력적인 행동으로 인하여 3경기 출장정지 징계를 받았다. 아스날에서의 마수걸이 리그골은 블랙번 로버스에게 4:3으로 패배한 경기에서 기록한다. 10월 23일 스토크 시티에 3:1로 승리한 경기에서는 득점을 기록하고 로빈 판 페르시의 2골 모두 도움을 기록하며 팀의 모든 득점에 기여한다. 제르비뉴가 아스날에서 넣은 3번째 골은 12월 3일 위건 애슬레틱에게 4:0으로 승리한 경기에서 팀의 세 번째 득점으로 기록한다. 12월 27일 울브스와 1:1로 비긴 경기 역시 득점했다. 풀럼에 2:1로 패배한 경기 이후 아프리카 네이션스 컵에 코트디부아르 대표팀으로 소집되어 팀을 이탈한다. 2012년 2월 18일 FA컵 선덜랜드전에 복귀하나, 팀은 2:0으로 패배해 대회에서 탈락한다.

#### 2012-13 시즌
첫 4번의 리그 경기중 3경기에 출장하며 9월 15일 6:1로 대승을 거둔 사우스햄튼과의 홈경기에서 두 골을 기록한다. 이 시즌 첫 챔피언스리그 골은 9월 18일 몽펠리에 HSC를 상대로 기록한다.
시즌 초반 제로톱 전술의 핵심으로 자리잡았으나 부상을 당하고 난 후 계속 밀려있는 상태다. 1월 2013년 아프리카 네이션스컵 코트디부아르 대표팀 소집으로 팀을 떠났다.

### AS 로마
그는 2013년 8월 5일 이적료 800만 유로의 4년 계약을 맺고 이적했다

## 국가대표팀
21세 이하 코트디부아르 대표팀에서 주장을 맡았다. 2007년 11월 앙골라와 카타르를 상대로 한 친선경기 명단에 처음으로 국가대표팀 명단에 이름을 올린다. 가나에서 열린 2008년 아프리카 네이션스컵에서 등번호 10번을 달며 선발된다. 네이션스컵 중에 2번에 교체 출전으로 국가대표팀 데뷔를 알린다. 2008년 베이징 올림픽에도 참여해 주장을 맡았다. 아르헨티나에 패한 첫 번째 경기 이후 세르비아와의 경기에서 1골 2어시스트의 활약으로 팀의 3:2 승리를 이끈다. 2010년 1월 15일 2010년 아프리카 네이션스컵 가나를 상대로 한 조별리그 경기에서 3번째 골을 기록한다. 토너먼트에서는 3차례 출전하고 한 골을 넣었다.
2010년 남아공 월드컵에서는 3경기에서 모두 출장해 한번도 풀타임동안 뛰지는 못했지만 두 골을 넣는 활약을 보였다. 2010년 6월 15일 월드컵에서의 첫 경기를 치른다. 포르투갈을 상대로 한 G조 첫 경기에서 82분간 출전해 0:0으로 비겼다. 2012년 아프리카 네이션스컵에도 출전하는데 잠비아와의 결승전 승부차기에서 실축해 준우승에 그쳤다. 2013년 아프리카 네이션스컵에서도 대표팀에 소집되었다. 2014년 FIFA 월드컵에서는 일본을 상대로 역전골을 기록하였다.

## 플레이 스타일
제르비뉴는 주로 윙어로 기용된다. 좋은 볼 컨트롤과 드리블이나 빠른 순간속도를 가지고 있다. 왼쪽 측면에서 꺾어 들어와 오른발로 슛을 때리는 것을 선호한다.

## 경력
- 2008년 아프리카 네이션스컵 국가대표
- 2008년 하계 올림픽 국가대표
- 2010년 아프리카 네이션스컵 국가대표
- 2010년 FIFA 월드컵 국가대표
- 2012년 아프리카 네이션스컵 국가대표
- 2013년 아프리카 네이션스컵 국가대표
- 2014년 FIFA 월드컵 국가대표

## 수상
코트디부아르
- 2008년 아프리카 네이션스컵 4위
- 2012년 아프리카 네이션스컵 준우승